# Brouwerij De Geyter

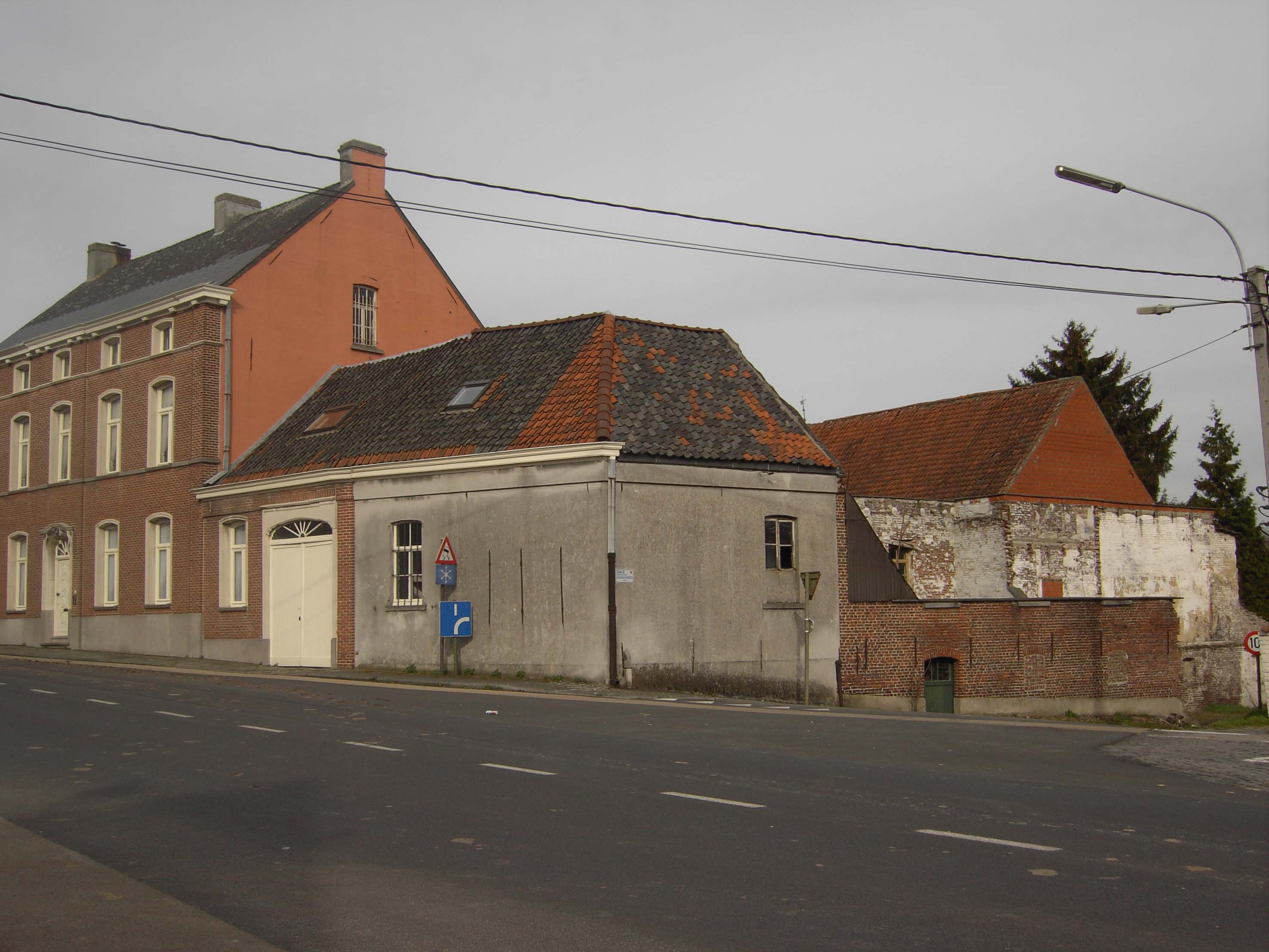
Links de woning, rechts de restanten van de brouwerij

Brouwerij De Geyter is een voormalige bierbrouwerij in het Oost-Vlaamse Beerlegem (Zwalm) in België. Er werd op die plaats gebrouwen van 1892 tot in 1952.

## Geschiedenis
Het woonhuis dat bij de brouwerij hoort dateert van 1885, de brouwerij zelf werd een eerste keer op papier vermeld in 1892, als Brasserie Célestin De Geyter. Célestin De Geyter was daarnaast ook burgemeester van Beerlegem en provincieraadslid voor de provincie Oost-Vlaanderen. Het bedrijf veranderde enkele keren van naam, maar het bleef telkens in handen van dezelfde familie. Namen die de brouwerij ook had, waren onder andere De Geyter-Omer, De Geyter-Droesbeke (1925) en De Geyter - frères vanaf 1940, nadat de (klein)zonen in de zaak waren gestapt.
Men stopte met brouwen in 1952 en werden drankverdeler tot 1957. 
In 1991 werd een deel van de brouwerij afgebroken.
In januari 2014 werd de oude brouwerij volledig gerenoveerd.

## Soorten bieren
De zonen van de stichter zetten de activiteiten verder en men brouwde er de volgende bieren: Bock, Export, Bruine Bruno, Pils Malta, tafelbier, Samson en Hengstenbier en Bruno Trappistiener.
Men bleef brouwen tot in 1952, toen het een bierhandel werd. In 1957 werd ook hiermee gestopt en in 1991 werd de brouwerij afgebroken. De woning staat er nog steeds langs de Hundelgemsesteenweg, tegenover de kerk.